# Hyperbaena ilicifolia
Hyperbaena ilicifolia är en tvåhjärtbladig växtart som beskrevs av Paul Carpenter Standley. Hyperbaena ilicifolia ingår i släktet Hyperbaena och familjen Menispermaceae. Inga underarter finns listade i Catalogue of Life.